# Tiroteig massiu
|  | No s'ha de confondre amb Assassinat massiu. |

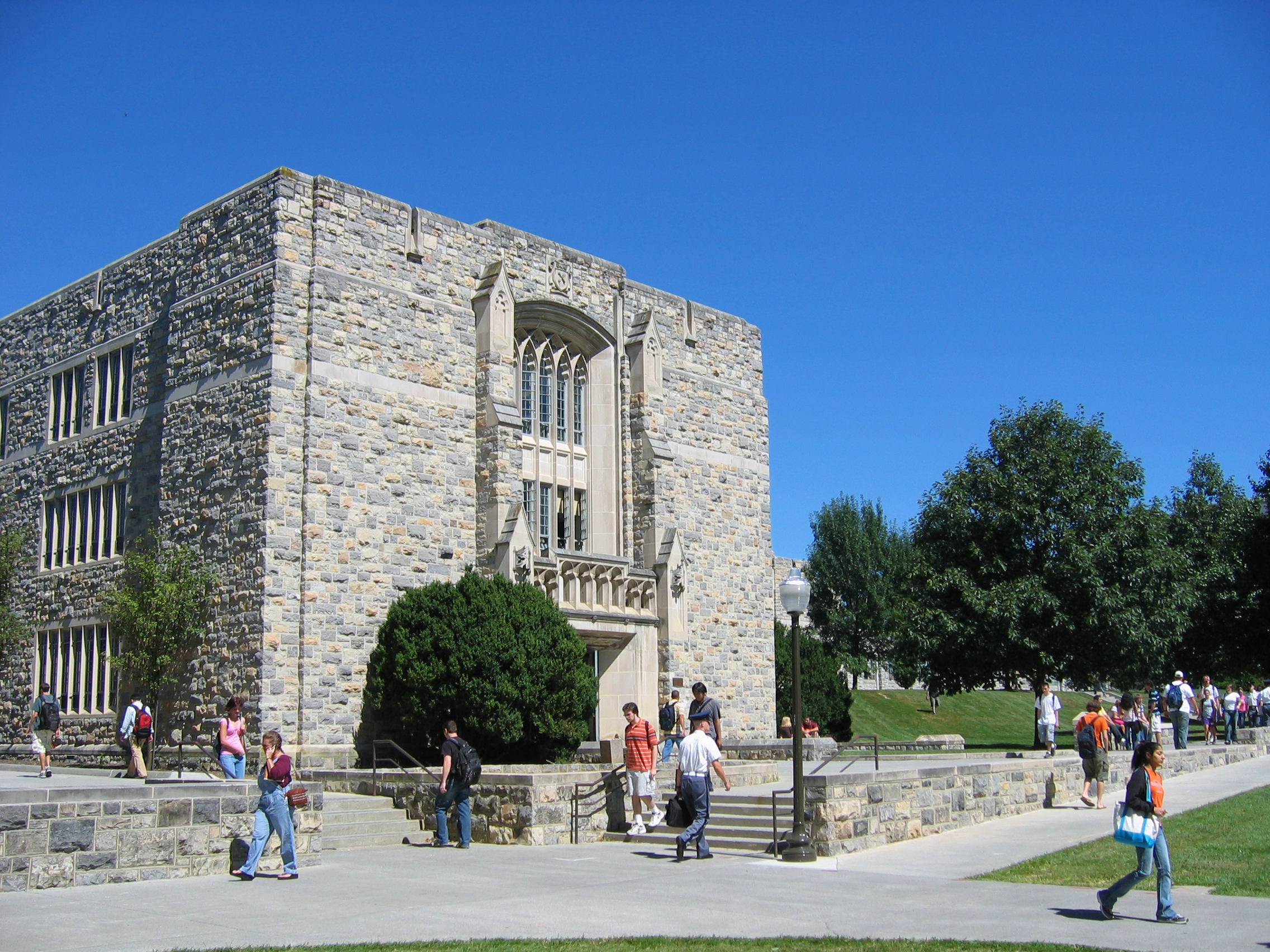
Edifici Norris Hall, que correspon a la carrera d'enginyeria (College of Engineering) del Virgínia Tech, on el 16 d'abril de 2007 van morir 30 de les 32 víctimes, així com el propi tirador, durant l'anomenada massacre del Virgínia Tech.

Una foguejada o tiroteig massiu o en massa o de masses és un incident de violència "emprant armes de foc" on hi ha implicat un elevat nombre de víctimes. Un tiroteig massiu pot ser un tiroteig indiscriminat comès per un únic individu sense cap tipus de suport o per un grup organitzat, depenent o no d'un suport internacional, en un lloc privat o públic En el cas de que no s'hagin "emprat armes de foc" (fent ús d'un verí, gas letal, etc..) s'empra el terme assassinat en massa.
La classificació d'un esdeveniment com "tiroteig massiu" compren i engloba tant l'anomenat tiroteig escolar com el tiroteig causant d'una massacre. L'absència d'una definició única i les diferències entre les definicions que es poden observar en canviar de marc referent, pot conduir a crear incertesa i alarmisme, en difondre's les notícies a través dels mitjans, i juxtaposar-se i/o confondre's diferents tipus de fets, depenent de la definició que sigui aplicada. Les definicions varien segons la font que sigui invocada.

## Definicions
El Servei de recerca i informació del Congrés dels Estats Units ("Congressional Research Service" -CRS- per la seva denominació en anglès) reconeix que no existeix una definició consensuada d'aquest terme que sigui àmpliament acceptada, proposant com a definició de «tiroteig massiu» a l'acció amb "armes de foc" en la qual resulten mortes quatre o més persones triades a l'atzar (sense incloure l'autor o autors). Aquesta definició reprèn els termes de la proposta en el seu moment secundada per l'FBI com a concepte d'assassinat en massa (en anglès «Mass murder»), amb el benentès que no es pot parlar de «tiroteig massiu» si no es fa ús d' "armes de foc".
Una altra definició oficiosa de «tiroteig massiu» (en anglès «mass shooting») es refereix a un esdeveniment que involucra almenys a 10 persones (entre ferits i morts), sense un marcat període de pausa. En virtut de la llei federal nord-americana, el fiscal general, a sol·licitud d'un estat federal, pot ajudar en la investigació amb relació a «massacres en massa», abans que a «tiroteigs massius». Aquesta última denominació en un principi va ser definida com la mort de quatre persones o més, en un mateix lloc, i en un interval de temps relativament breu, i posteriorment re-definida pel congrés nord-americà l'any 2013, com "la mort de tres persones o més per causa d'arma de foc".
Segons la CNN, un «tiroteig massiu» pot ser definit com l'acció amb armes de foc amb un resultat de quatre morts o més, encara que exceptuant els combats i morts entre delinqüents i les matances de família. Per la seva banda, i segons un informe de USAToday titulat Behind the Bloodshed, un «tiroteig massiu» és defint com tot incident en el qual es dona mort a quatre persones o més, incloses les matances de família.
Un lloc web de quantificació per convocatòria oberta (crowdsourcing) relatius a morts massives, i que es titula Mass Shooting Tracker, molt citat pels mitjans de comunicació, defineix un «tiroteig massiu» com tot incident en el qual quatre persones o més són "tocades" per trets d'arma de foc, o sigui i segons aquesta definició, s'aplica tant als ferits com als morts.
A Austràlia, un estudi acadèmic de 2006, va definir «tiroteig massiu» com «un tiroteig que té com a resultat 5 o més de 5 homicidis comesos amb armes de foc (sense comptar als propis autors), i en el qual hi han participat un o dos autors, a l'entorn civil».

## Causes
El perfil dels qui cometen actes d'aquest tipus i de les seves víctimes són molt variats, doncs inclouen tant assassinats de famílies senceres com de col·legues o companys de treball, així com matances d'estudiants i de persones a l'atzar. Les raons profundes que porten a cometre aquest tipus d'actes, varien molt d'un cas a un altre. Han utilitzat el tiroteig massiu, individus aïllats motivats per raons estrictament personals i/o per desequilibris obsessiu-mentals, així com en els últims anys, diversos grups terroristes han utilitzat els tiroteigs massius com a forma de pressió i com a mitjà per difondre i aconseguir els seus objectius polítics i/o ideològics,
Cal tenir present que un determinat acte criminal és generalment considerat com a «terrorista», si hi ha circumstàncies que porten a pensar que l'acte «ha estat realitzat principalment amb la intensió d'intimidar o en algun sentit de forçar a la gent a fer alguna cosa». En principi, un tiroteig massiu no sempre és, en si mateix, un acte de terrorisme. Un informe del Congrés dels Estats Units exclou específicament del concepte de tiroteig massiu, aquells actes en els quals la violència és un "mitjà per assolir un determinat fi", per exemple, quan homes armats, amb les seves accions, «intenten d'alguna manera aconseguir beneficis criminals, o busquen cridar l'atenció matant en nom d'ideologies terroristes».
Una connexió bastant sorprenent ha estat assenyalada als Estats Units entre la violència domèstica o familiar i els tiroteigs massius, amb una persona íntima involucrada (actual o en el passat) o membre familiar assassinat, en 76 dels 133 casos estudiats entre gener de 2009 i juliol de 2015 (57%), i amb un perpetrador que prèviament havia estat acusat de violència domèstica en 21 dels 133 casos (16 %).

## Respostes
Les respostes als tiroteigs en massa poden adoptar formes variades en funció del context en el qual es desenvolupen: nombre i tipus de víctimes, país o regió on es produeixen els fets, clima polític-social (sensibilitat o percepció per part de la població), i/o altres nombrosos factors. Països tals com Austràlia i Regne Unit han modificat les seves lleis sobre armes (passant de la venda lliure a la prohibició total en el cas d'Austràlia) a conseqüència de tiroteigs en massa ocorreguts al seu territori. El rol complert pels mitjans de comunicació amb relació a aquestes temàtiques, i la cobertura mediàtica dels tiroteigs en massa, sens dubte tenen una gran influència i repercussió en la població i quant a les reaccions de les autoritats.

## Testimoni dels supervivents

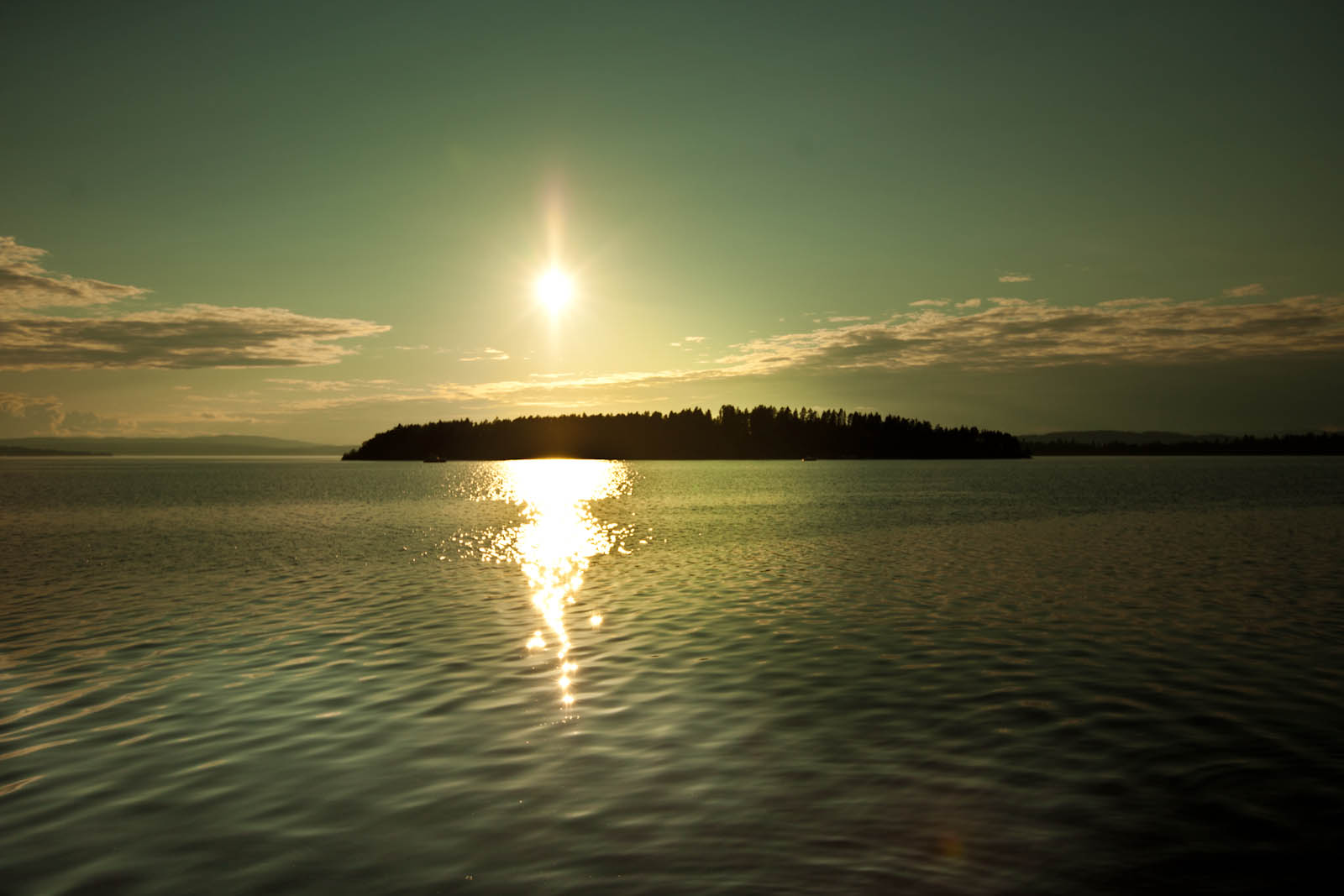
Illa de Utøja, situada en el llac Tyrifjorden, en el municipi de Hole (província de Buskerud), a Noruega, on el 22 de juliol de 2011 va ocórrer l'massacre de Utøja.

Després dels tiroteigs, alguns supervivents escriuen sobre les experiències viscudes i el que van sentir, o bé d'alguna manera s'expressen a través d'entrevistes de radio i televisió.
Un supervivent del tiroteig de la ciutat de Knoxville el 27 de juliol de 2008 a l'Església Unitària Universalista de la Vall de Tennessee, va escriure unes reflexions sobre la seva reacció davant d'altres tiroteigs massius que en algun sentit el van commoure.
Per la seva banda, el pare d'una víctima de la massacre d'Aurora (Colorado, Estats Units) del 20 de juliol de 2012, també va reflectir en forma escrita les seves opinions i les seves impressions i sentiments respecte d'altres tiroteigs massius, i no específicament d'aquell en el qual va perdre al seu fill.
Els supervivents del tiroteig d'Utøja van donar testimoniatge de les seves experiències i sentiments en la revista mensual GQ. A més a més, també es va realitzar un documental on es dramatitzaven els tibants moments viscuts aquest dia d'horror a l'illa d'Utøja. També i a través d'una tesi de doctorat presentada a la Universitat d'Estocolm, s'ha estudiat la reacció dels policies suecs enfront d'un tiroteig massiu o d'un esdeveniment traumàtic similar.